# Dépression saisonnière
Pour les articles homonymes, voir Dépression.
 Mise en garde médicale
La dépression saisonnière, ou trouble affectif saisonnier (TAS), est un trouble de l'humeur caractérisé par des symptômes dépressifs survenant habituellement lors de changements saisonniers. Dans le DSM-5, le caractère saisonnier est un spécificateur pour décrire certaines sous-populations de patients atteints de troubles dépressifs majeurs récurrents ou d'un trouble bipolaire, lorsque les symptômes dépressifs présentent, à plusieurs reprises, un caractère saisonnier, généralement sous forme d'une survenue en automne-hiver, lorsque les heures d’ensoleillement diminuent, avec une amélioration lorsque la saison est terminée,. 
Les hypothèses concernant le mécanisme du caractère saisonnier impliquent chez les personnes affectées une augmentation de la production de la mélatonine, une baisse des taux de sérotonine, et un dérèglement de l'horloge interne . Les recherches indiquent une composante génétique pour le TAS. La validité et les caractéristiques particulières de ce sous-type de dépression viennent d'être confirmées dans une étude de cohorte prospective, avec une méthode reposant non pas sur des questionnaires mais incluant des entretiens cliniques standardisés.
Une variante de ce trouble pourrait apparaître au printemps et dans ce cas, le manque de luminosité n’est plus en cause. Le patient déprime (anxiété, insomnie, manque d’appétit) en voyant son entourage profiter des beaux jours qui reviennent tandis que lui-même éprouve un sentiment de solitude rémanent. Enfin, bien que cela soit plus rare, on peut également souffrir d'une dépression saisonnière pendant l'été (TAS estival), en raison de la vive luminosité, des fortes chaleurs et du bouleversement des rythmes de vie et de travail. Les variations saisonnières des troubles de l’humeur peuvent aller d’une simple déprime (« blues hivernal ») jusqu’à un véritable syndrome dépressif.

## Signes et symptômes
Ces troubles saisonniers et leur traitement, la luminothérapie,, ont été décrits et publiés pour la première fois par le docteur Norman E. Rosenthal. Certains symptômes de la dépression saisonnière hivernale sont similaires à ceux de la dépression « standard ». Ainsi, la diminution d’énergie, la perte d’intérêt, l’isolement et la diminution de la libido peuvent apparaître. Cependant, des symptômes « atypiques » caractérisent cette maladie : principalement une hypersomnie, c’est-à-dire un temps de sommeil élevé et une constante somnolence, un niveau d’énergie réduit et une prise de poids causée par une envie accrue pour les sucres (hydrates de carbone). En conséquence, des effets secondaires peuvent apparaître comme une diminution d’intérêt professionnel et relationnel, une baisse de la libido, un sentiment de tristesse et de lourdeur accompagné d'anxiété et d’une diminution de l’estime de soi.

## Causes
Pour l’instant l’origine de ce syndrome saisonnier est inconnue. Il existe cependant plusieurs hypothèses,,, dont la diminution de la photopériode, la génétique, un dérèglement neurochimique, etc. L’altération du cycle circadien est l’une des interprétations les plus fréquemment retrouvées dans la littérature scientifique. En effet, de plus en plus d’études se penchent sur l’influence de la lumière qui corrigerait le délai de phase noté dans plusieurs rythmes circadiens tels que celui de la température corporelle et de la mélatonine.
Étant liée à la chronobiologie, la dépression saisonnière implique l’altération des rythmes circadiens intrinsèques qui régulent une multitude de mécanismes et de réactions cellulaires. Le maître d’œuvre de ce système est le noyau suprachiasmatique situé dans l’hypothalamus antérieur. Ce chef d’orchestre a la capacité de se synchroniser avec les facteurs exogènes comme l’alternance entre jour et nuit, pour ensuite transmettre ce rythme aux horloges périphériques à travers le corps. La corrélation entre les cycles circadiens et la dépression saisonnière s’exprime par le raccourcissement de la photopériode qui se déroule autour de l’automne et de l’hiver.
Plusieurs observations concernant ce sous-type de dépression restent non expliquées et font l’objet de multiples recherches et débats, par exemple le fait que les femmes en période de préménopause semblent les plus affectées.
On remarque également durant les journées d’hiver une augmentation de la durée de la phase de production de mélatonine. Puisque la sérotonine est le précurseur de la mélatonine, le taux de sérotonine disponible pour le système sérotoninergique fluctue à la baisse, ce qui a pour conséquence de modifier entre autres le sommeil, l’humeur et l’appétit, tous des symptômes typiques de la dépression.

### Délai de phase
La dépression saisonnière se manifeste lorsque les rythmes endogènes, tels que les rythmes de température corporelle et de la mélatonine, sont retardés par rapport à l'horloge externe et/ou au cycle sommeil-éveil. La périodicité endogène individuelle normale, génétiquement déterminée, est d’environ 24 h. Elle nécessite une synchronisation quotidienne par des « zeitgebers », qui sont des signaux environnementaux. La lumière transmise par des photorécepteurs dans les cellules ganglionnaires de la rétine est le principal zeitgeber. À la suite d'une réduction de la photopériode, on remarque chez les patients souffrant de TAS un délai de phase dans certains rythmes alors qu’aucun changement n’est notable au niveau de la période. Or, une personne dite saine ne présentera pas cette désynchronisation rythmique.
Une expérience menée sur 6 femmes contrôles et 6 femmes souffrant de dépression saisonnière a démontré ce délai de phase par un rythme circadien désynchronisé de la température corporelle. En effet, le rythme circadien de la température corporelle prise par voie rectale est retardé pour les femmes dépressives par rapport aux femmes contrôles. Pour les femmes contrôles, la température atteint sa valeur minimale vers 3h36 pour ensuite accroître. Les femmes souffrant de TAS, quant à elles, l’atteignent vers 5h42. Afin de mesurer l’effet correcteur de la luminothérapie, on a exposé des patients TAS à la lumière puis on a pris certaines mesures. À la suite du traitement, on a remarqué une avance de la phase alors en délai. Ainsi, le minimum de la température corporelle passe à 3h16, ce qui coïncide grandement avec le minimum des femmes contrôles.[réf. souhaitée]
Pour potentialiser l'effet antidépresseur de la lumière, l’administration de la lumière doit se faire optimalement environ 2,5 heures après le milieu du sommeil. Il est plus efficace d’exposer le sujet à la lumière le matin plutôt qu’en soirée puisque la lumière en période matinale produit des avancées de phase du rythme alors que la lumière en soirée ajoute un délai de phase au délai déjà présent. En plus d’agir sur la régulation de la température corporelle, la luminothérapie agit sur le rythme de production de la mélatonine.
Les causes expliquant ce retard de phase varient selon les études. En effet, quelques hypothèses sont proposées par la communauté scientifique, mais plusieurs recherches sont encore à l’étape embryonnaire. À titre d’exemple, une étude étudie si ce délai pourrait être le résultat d’une diminution de la réponse de la pupille après illumination (PIPR). On note chez les personnes souffrant de TAS une réduction de la PIPR qui est spécifique à la mélanopsine, photopigment dans la rétine supportant diverses fonctions visuelles telles que la dilatation et la contraction pupillaire. Ainsi, un polymorphisme au niveau du gène de la mélanopsine pourrait être la cause de la dépression saisonnière.

### Mélatonine et sérotonine
Un autre des mécanismes possibles causant le TAS se trouve au niveau physiologique. Les mesures du taux durant la journée de différentes molécules présentes dans le cerveau permettent d’identifier des candidats potentiels à la génération de cette pathologie. Deux molécules en particulier ont attiré l’attention des chercheurs : la mélatonine et la sérotonine.
La mélatonine est produite dans la glande pinéale par une série d’enzymes dont la sérotonine N-acétyle transférase (NAT) qui utilise la sérotonine comme substrat. La sérotonine est donc à la base de la production de mélatonine. En effet, il y a un circuit neuronal qui passe du noyau supra-chiasmatique à la glande pinéale où on active par phosphorylation le facteur de transcription CREB. Une fois activé, ce facteur active NAT, soit l’enzyme impliquée dans la biosynthèse de la mélatonine. Les cycles de concentration de NAT et de mélatonine travaillent ensemble et ont donc la même phase (image 3). Par contre, le cycle de la mélatonine n’est pas régulé que de façon endogène. En effet, le début est initié par l’horloge endogène alors que la fin de la synthèse est commandée par la présence de lumière. Ainsi, la quantité de mélatonine augmente durant la nuit et diminue durant le jour. Par conséquent, les différentes phases de la mélatonine correspondent à la longueur de la nuit, ce qui veut dire que plus les nuits sont longues, plus la phase de production de mélatonine est longue.
La mélatonine est une « mesure corporelle » de la photopériode. Puisque les journées sont plus courtes durant l’hiver, la production de mélatonine est nécessairement plus longue dans un cycle circadien, ce qui signifie d’ailleurs une plus grande utilisation de sérotonine. L’utilisation accrue de sérotonine entraîne l’épuisement de l’acide aminé nécessaire à sa production, le tryptophane.
Puisqu’il y a une moins grande quantité de tryptophane capté par les neurones, il y a diminution de production du neurotransmetteur sérotonine (5HT), essentiel aux neurones sérotoninergiques. En effet, il y aura compétition pour le récepteur au niveau de la barrière hémato-encéphalique avec les autres acides aminés, ce qui signifie que durant l’hiver la disponibilité du 5HT devient limitée pour le système sérotoninergique.
La sérotonine est un neurotransmetteur impliqué dans plusieurs réponses physiologiques englobant l’humeur, le contrôle des émotions, le sommeil et l’appétit. De ce fait, la consommation de tryptophane peut être un moyen efficace pour contrer les effets importuns que de la dépression saisonnière.

## Épidémiologie
Ce trouble atteint plus souvent les femmes et les jeunes individus. Le rapport femme/homme tend à s’égaliser avec l’âge. 
Dans les pays nordiques, la dépression saisonnière hivernale est un saut d'humeur habituel parmi les habitants. Elle fut pour la première fois décrite au Ve siècle dans l'Histoire des Goths. L'Islande, cependant, semble être l'exception. Une étude menée avec 2 000 individus révèle un faible développement de la dépression saisonnière parmi les deux sexes. Les auteurs de l'étude suggèrent toutefois que certains facteurs génétiques contribueraient à ce faible développement chez les Islandais. Une autre étude de Canadiens d'ascendance islandaise montre également un faible développement chez ces individus. Cela serait dû à une consommation plus large et traditionnelle de poissons chez les Islandais, plutôt que par des facteurs génétiques ; ce même faible développement est noté au Japon, pays où la consommation moyenne de poisson est de 60 kg par habitant par an. Les poissons sont riches en vitamine D et contiennent également de l'acide docosahexaénoïque qui s'oppose au développement de troubles neurologiques.
Aux États-Unis, le diagnostic de la dépression saisonnière a été pour la première fois proposé par Norman E. Rosenthal en 1984. Rosenthal se demanda à quoi était due sa baisse de moral lorsqu'il a déménagé d'Afrique du Sud à New York. Il observe une nette amélioration de son état en s'exposant régulièrement à la lumière artificielle. En Alaska, le taux d'individus souffrant de dépression saisonnière atteint 8,9 à 24,9 %.
Environ 20 % des Irlandais sont affectés par la dépression saisonnière, selon une étude menée en 2007. L'étude montre également que les femmes y seraient plus disposées que les hommes. 10 % de la population néerlandaise est estimée souffrir de dépression saisonnière.
Les personnes aux yeux foncés ont plus de chance de souffrir de dépression saisonnière que les personnes aux yeux clairs,.

## Traitements
La luminothérapie est un traitement scientifiquement reconnu et approuvé comme étant le traitement de choix pour traiter le trouble affectif saisonnier. La luminothérapie consiste à s’exposer de façon quotidienne à une source artificielle de lumière qui doit être supérieure à 2 000 lux pour agir efficacement. Les symptômes de TAS s’améliorent davantage avec une intensité lumineuse forte (≥ 2 000 lux) par rapport à une faible intensité (≤ 500 lux) ou comparativement à un placebo. Le standard cliniquement recommandé est une exposition lumineuse à 10 000 lux, au niveau des yeux, d’une durée de 30 minutes à une distance d’environ 50 cm,. Les effets secondaires de la luminothérapie sont rares et plutôt faibles, surtout comparativement à l’administration d’antidépresseurs, mais certaines personnes peuvent souffrir de maux de tête, de l’insomnie, de la sécheresse oculaire, de l’agitation et parfois des nausées.
Chez les individus souffrant de TAS, l’utilisation de ce traitement se fait généralement dès le début des symptômes, vers septembre ou octobre, jusqu’au printemps. Certaines personnes peuvent également en ressentir le besoin à l’été lors de périodes nuageuses ou pluvieuses. Il est également recommandé de faire le traitement le matin plutôt que le soir. Cependant, le moment de la journée demeure un sujet controversé puisque certaines études[Lesquelles ?] n’ont pas trouvé de différences entre ces deux moments d’utilisation[réf. nécessaire], ou ont trouvé que la combinaison des deux moments d’exposition était supérieure à une simple exposition matinale[réf. nécessaire]. Une augmentation des effets bénéfiques a également été observée en combinant la luminothérapie à la thérapie cognitive-comportementale, à un antidépresseur ou encore à des exercices physiques et à la privation de sommeil[réf. nécessaire][Information douteuse]. Jusqu’à présent, le mécanisme d’action de la luminothérapie n’est pas complètement compris, mais une récente étude menée par le Dr Marc Hébert du Centre de Recherche Université Laval Robert-Giffard à Québec suggère une première preuve biologique (rétinienne) de la luminothérapie après quatre semaines d’utilisation chez un groupe de patients atteints de TAS comparativement à un groupe contrôle. Ces résultats prometteurs apportent une lumière nouvelle sur les études à venir dans le domaine.
Depuis 2008, un protocole (en 12 étapes) de traitement du trouble affectif saisonnier (TAS) selon la thérapie cognitivo-comportementale fut publié par la docteure K.J. Rohan.

## Prévention

### Alimentation
Changer son alimentation a des conséquences positives pouvant prévenir la dépression saisonnière. En effet, notre deuxième cerveau, plus communément appelé « système digestif », comptant près de 500 millions de neurones apprécie grandement la consommation de certaines vitamines telles que les oméga 3 et la vitamine D.
Les oméga 3 ont des effets bénéfiques sur l'humeur des consommateurs. Cette vitamine se retrouve en grande quantité dans des aliments tels que : le poisson gras, les huiles végétales, les noix, les graines et les légumes à feuilles vertes. De plus, si cela ne suffit pas, il existe des compléments alimentaires en capsule qui peuvent convenir à ces besoins.
Il est également possible d'ajouter des aliments contenant de la vitamine D à ses habitudes culinaires. Plusieurs animaux marins disponibles en magasin constituent une bonne source de vitamine D tels que : (le hareng, l'espadon, la truite arc-en-ciel, la sardine, le maquereau, la perche, le thon, la dorade, le saumon et le saumon fumé). D'autre part, pour ceux qui n'aiment pas consommer du poisson pour des raisons personnelles, il est également possible de trouver de la vitamine D dans plusieurs aliments substituts, par exemple : les œufs, la margarine, les champignons, les pétales de maïs nature, le fromage blanc, le foie gras de canard, le chocolat noir, le yaourt 0% et le fromage frais, type petit suisse 2 à 3% de matière grasse.
Évidemment, il ne faut pas consommer seulement ces aliments durant une journée, certains s'ajoutent comme dessert ou peuvent constituer un repas de la journée puisqu'il est tout de même important de consommer des aliments variés et bons pour la santé.
Il est important de préciser que certains de ces aliments sont à consommer avec modération et de faire un suivi avec un professionnel si nécessaire.

### Comportements
D'autres techniques de prévention existent pour contrer la dépression saisonnière. Effectivement, il est possible de modifier certains comportements et habitudes de vie pour prévenir ces types de situations problématiques. Plusieurs méthodes comme : se mettre à l'exercice, prendre un « grand bain de soleil », méditer et visualiser ainsi qu'utiliser des lampes de luminothérapie.
Tout d'abord, faire du sport est une bonne initiative à prendre pour éviter l'état dépressif. En effet, la libération d'endorphine causée par cette activité apporte une sensation de bonheur, il est aussi recommandé d’aller à l'extérieur lorsqu'il fait bon temps. Il est également possible de se restreindre seulement à une marche par jour à l'extérieur, ou encore, seulement à l'ouverture de vos rideaux, l'exposition au soleil aura des effets mélioratifs sur votre humeur.
Ensuite, d'autres solutions comme la méditation et la visualisation permettent d'évader votre conscience, ce qui a, dans certains cas, un effet révélateur. De plus, il vous est également conseillé d'ajouter des « lampes de luminothérapies » dans votre lieu de résidence, afin de créer artificiellement le même effet que le soleil a sur l’être humain au niveau psychologique.